# 5 mai 1932
Le jeudi 5 mai 1932 est le 126e jour de l'année 1932.

## Naissances
- Mark Ermler (mort le 14 avril 2002), chef d'orchestre soviétique et russe
- Luigi Taramazzo (mort le 15 février 2004), pilote automobile italien
- Aurel Stroe (mort le 3 octobre 2008), compositeur de musique contemporaine roumain
- Jacques Ducuing, scientifique français puis secrétaire général adjoint de l'OTAN

## Décès
- Frédéric Godet (né le 6 septembre 1850), homme politique français.
- Yrjö Wichmann (né le 8 septembre 1868), philologue finnois
- Pierre Le Moyne (1881-1932) (né le 15 octobre 1881), avocat français
- Louis Archinard (né le 11 février 1850), général français de la Troisième République

## Autres événements
- Le Parlement turc promulgue une loi de déportation et de dispersion des Kurdes